# Pseudosphenoptera cochonula
Pseudosphenoptera cochonula là một loài bướm đêm thuộc phân họ Arctiinae, họ Erebidae.